# Forsteronia lucida
Forsteronia lucida är en oleanderväxtart som beskrevs av F. Markgraf. Forsteronia lucida ingår i släktet Forsteronia och familjen oleanderväxter. Inga underarter finns listade i Catalogue of Life.